# Ambasadorowie Chin w Niemczech
Chińska Republika Ludowa posiada swojego przedstawiciela w randze ambasadora w Republice Federalnej Niemiec od 1973 roku. W latach 1953–1990 posiadała także ambasadora w Niemieckiej Republice Demokratycznej.

## Ambasadorowie w Niemieckiej Republice Demokratycznej
| L.p. | Ambasador     | Okres pełnienia funkcji         |
| ---- | ------------- | ------------------------------- |
| 1.   | Ji Pengfei    | październik 1953 – styczeń 1955 |
| 2.   | Zeng Yongquan | kwiecień 1955 – grudzień 1956   |
| 3.   | Wang Guoquan  | grudzień 1956 – styczeń 1964    |
| 4.   | Zhang Haifeng | marzec 1964 – maj 1969          |
| 5.   | Song Zhiguang | wrzesień 1970 – kwiecień 1972   |
| 6.   | Peng Guangwei | lipiec 1972 – listopad 1977     |
| 7.   | Cheng Dong    | marzec 1978 – kwiecień 1982     |
| 8.   | Li Qiangfen   | czerwiec 1982 – lipiec 1984     |
| 9.   | Ma Xusheng    | październik 1984 – marzec 1988  |
| 10.  | Zhang Dake    | maj 1988 – październik 1990     |

## Ambasadorowie w Republice Federalnej Niemiec
| L.p. | Ambasador    | Okres pełnienia funkcji          |
| ---- | ------------ | -------------------------------- |
| 1.   | Wang Yutian  | czerwiec 1973 – maj 1974         |
| 2.   | Wang Shu     | wrzesień 1974 – listopad 1976    |
| 3.   | Zhang Tong   | sierpień 1977 – październik 1982 |
| 4.   | An Zhiyuan   | luty 1983 – kwiecień 1985        |
| 5.   | Guo Fengmin  | kwiecień 1985 – kwiecień 1988    |
| 6.   | Mei Zhaorong | maj 1988 – styczeń 1997          |
| 7.   | Lu Qiutian   | styczeń 1997 – grudzień 2001     |
| 8.   | Ma Canrong   | styczeń 2002 – lipiec 2009       |
| 9.   | Wu Hongbo    | od sierpnia 2009                 |